# Nordlys (avis)
 For alternative betydninger, se Nordlys (flertydig). (Se også artikler, som begynder med Nordlys)
Nordlys er Nord-Norges største mediehus med hovedbase i Tromsø. Mediehuset er en del af mediekoncernen Amedia.
Nordlys.no er Nord-Norges mest læste netavis, og er også portal for domænerne NordlysTV, Nord24, Nordnorsk Debatt, Buzzit og Byavisa Tromsø. Nordlys.no dækker et område der strækker sig fra Lofoten i syd til længst nordøst i Finnmark.
Nordlys udgiver også landsdelens mest læste papiravis seks dage om ugen. Ved indgangen til 2014 lå oplaget et par tusinde over landsdelens andre storavis, Avisa Nordland i Bodø. Nordlys som papiravis har hovedsagelig opland som lokal- og regionavis i aksen mellem Harstad og Hammerfest, med tyngdepunkt i Tromsø-regionen, Midt-Troms og Nord-Troms.
Den ansvarshavende redaktør er Anders Opdahl. Nordlys' hovedredaktion ligger i Tromsø, men mediehuset har også lokalkontorer i Harstad, Lenvik, Målselv og Nordreisa, og et udstrakt samarbejde med Amedias mange mediehuse i Nordland og Finnmark. Nordlys blev stiftet på Karlsøy i Nord-Troms af præsten Alfred Eriksen. Den første udgave af avisen udkom d. 10. januar 1902.
Nordlys har tidligere drevet Radio Nordlys og lokalfjernsyns-kanalen TVTromsø. Nordlys forestår også uddelingen af Nordlysprisen, der har været uddelt siden 1989.